# Dollaro RTGS
Il dollaro RTGS o RTG (Zimdollar o zollar) è stata la valuta ufficiale dello Zimbabwe dal 21 febbraio 2019 all'8 aprile 2024.

## Storia
Nel 2016 vennero introdotte le note obbligazionarie originali per alleviare le carenze di liquidità in dollari USA. Ribattezzate dollari RTGS nel 2019, vennero introdotti il 21 febbraio 2019 come parte della politica monetaria del febbraio 2019 emanata dal governatore della Reserve Bank of Zimbabwe, John Mangudya. Nel giugno 2019 divennero l'unica valuta legale in Zimbabwe, sostituendo il sistema multivaluta. Nel marzo 2020 però venne nuovamente consentita la valuta estera.
A causa di un rapido deprezzamento subito nei primi mesi del 2024, il dollaro RTGS è stato sostituito l'8 aprile 2024 con lo Zimbabwe Gold (ZiG).